# Tetradrahma
Tetradrahma (grško τετράδραχμον, latinizirano: tetrádrachmon) je bil velik srebrnik, ki je izviral iz stare Grčije. Nominalno je bil enakovreden štirim antičnim drahmam. Sčasoma je tetradrahma postala standardni antični kovanec, ki se je razširil daleč preko meja grškega sveta. Posledično so različne države kovale tetradrahme v ogromnih količinah v številnih standardih mase in čistoče. Najpogostejši je bil atiški standard, ki je izhajal iz Aten in tehtal približno 17,2 grama.
Tetradrahme so različne države ali vladarji zaradi primerne velikosti pogosto uporabljali za svojo promocijo ali posredovanje političnih sporočil. Tetradrahma je preživela politično neodvisnost Grkov in ostala v obtoku v Sredozemlju vse do krize tretjega stoletja. Različne tetradrahme so se v Indiji in Srednji Aziji ohranile do zgodnjega srednjega veka. 
Zaradi pogosto visoke umetniške ravni se tetradrahme v sodobnem času vneto zbirajo. Dobro ohranjeni ali redki primerki lahko dosežejo precej visoko ceno. 

## Atene
V Atenah je tetradrahma nadomestila prejšnjo heraldično didrahmo s podobo atenske sove in bila v obtoku od okoli 510 pr. n. št. do okoli 38 pr. n. št.
Prehod z didrahem v tetradrahme se je zgodil med okoli 525–510 pr. n. št. Opustitev arhaičnih tetradrahem  atenskega polisa se je zgodila očitno kmalu po bitki pri Salamini leta 480 pr. n. št. Prehod potrjujejo odkritja zakladov kovancev, še posebej tistega, najdenega na Akropoli leta 1886. 
Atenska tetradrahma se je pogosto uporabljala v plačilnem prometu po vsem starogrškem svetu, tudi v mestih, politično neprijaznih Atenam. Atene so imele rudnike srebra v državni lasti.  Najbolj znani so bili rudniki v Lavriju na atenskem podeželju. Atenska tetradrahma je imela na sprednji strani vtisnjeno glavo Atene, na hrbtni strani pa atensko sovo, ikonografski simbol atenskega polisa, z oljčno vejico in polmesecem. Zasnova je ostala v bistvu nespremenjena več kot dve stoletji, do takrat pa je postala slogovno arhaična. Da bi Atene svojo valuto razlikovale od konkurenčnega eginskega staterja z maso približno 12,3 grama, so svojo tetradrahmo kovale na podlagi atiškega standarda 4,3 grama na drahmo. Z veliko količino tetradrahem, predvsem iz rudnikov srebra v Lavriju, so Atene financirale številne dosežke, kot sta rekonstrukcija Akropole in gradnja Partenona, pa tudi številne vojne, vključno s peloponeško vojno.
Podoba atenske sove s tetradrahme je bila leta 2002 vključena na grški evrokovanec za en evro.

## Druge mestne države
Tetradrahmo kot plačilno sredstvo so kmalu sprejele številne druge mestne države starodavne Grčije, Anatolije, Magnae Greciae in druge grške kolonije po vsem Sredozemlju. Z vojskami Aleksandra Velikega se je pod grškim vplivom razširila tudi v Azijo. 
- Tetradrahma iz Baktrije, kovana v Kušanskem cesarstvu od okoli leta 100 do 300 n. št.
- Tetradrahma Olimpije
- Tetradrahma Šparte
- Tetradrahma Abdere, Trakija
- Tetradrahma Troje
- Tetradrahma Kime
- Tetradrahma Regija
- Tetradrahma Naksosa, Sicilija
- Tetradrahma Etne, 5. stoletje pr. n. št.
- Tetradrahma  Aleksandra Velikega
- Tetradrahma  Kleopatre Teje